# Sara Carić
Sara Carić, född 1 februari 2001 i Kovin, är en serbisk volleybollspelare. Hon spelare sedan 2020 för OK Tent, tidigare har hon spelat för ŽOK Vizura.
Med Serbiens damlandslag i volleyboll tog hon silver vid Europamästerskapet i volleyboll för damer 2021.